# يوليوس شتاينر
يوليوس شتاينر (بالألمانية: Julius Steiner) (و. 1816 – 1889 م) هو ممثل، ومخرج، وممثل مسرحي، من ألمانيا، توفي في شفيرين، عن عمر يناهز 73 عاماً.